# A Kind of Magic (album)
Vous lisez un « bon article » labellisé en 2019.
Pour les articles homonymes, voir A Kind of Magic.
Albums de Queen
The Works
(1984) Live Magic
(1986)
Singles
1. One Vision
Sortie : 4 novembre 1985
2. A Kind of Magic
Sortie : 17 mars 1986
3. Princes of the Universe
Sortie : 7 avril 1986
4. One Year of Love
Sortie : 4 juin 1986
5. Friends Will Be Friends
Sortie : 9 juin 1986
6. Pain Is So Close to Pleasure
Sortie : 26 août 1986
7. Who Wants to Live Forever
Sortie : 15 septembre 1986

A Kind of Magic est le douzième album studio du groupe de rock britannique Queen, sorti en juin 1986. Revitalisé par sa prestation très remarquée lors du Live Aid, le groupe accepte peu après de contribuer à la bande originale du film Highlander. En cours d'enregistrement, le quatuor décide de sortir un album à part entière, ce qui donne à celui-ci un côté assez hybride puisque six des neuf titres qui le composent peuvent être entendus dans le film sous des formes plus ou moins différentes. Pas moins de sept singles sont extraits de l'album mais seuls les deux premiers, One Vision et A Kind of Magic, sortent dans le monde entier.
L'album recueille à sa sortie des critiques globalement défavorables, qui lui reprochent principalement son manque de cohésion. Son échec aux États-Unis confirme le net recul du groupe dans ce pays mais il obtient un important succès commercial dans le reste du monde, atteignant notamment la première place du hit-parade au Royaume-Uni. Queen se lance dans une tournée triomphale à travers l'Europe, The Magic Tour, qui s'avère être la dernière du groupe avec Freddie Mercury. Plusieurs concerts de cette tournée servent de support à la conception de deux albums live, Live Magic et Live at Wembley '86. Ce dernier est également filmé et sort ultérieurement en cassette vidéo, puis en DVD.

## Genèse

### Contexte
Mr. Bad Guy, le premier album en solo de Freddie Mercury, est publié en avril 1985 après deux ans de travail par intermittence. Proche de Hot Space (1982) au niveau musical, il ne connaît qu'un succès médiocre. À la même période, Bob Geldof, l'organisateur du Live Aid, deux concerts géants donnés le même jour pour venir en aide à l'Éthiopie touchée par la famine, demande à Queen de participer à l'événement. Le groupe, qui sort à peine de la tournée promotionnelle de l'album The Works (1984), envisage alors de faire une longue pause et de n'enregistrer à nouveau ensemble qu'en 1987. Après un refus initial, les musiciens sont convaincus par l'enthousiasme de Geldof. Après avoir donné son accord, le quatuor se prépare soigneusement, car il voit dans cet événement l'occasion de redorer son blason après le scandale provoqué par les concerts donnés en Afrique du Sud neuf mois plus tôt en plein apartheid. Une liste de chansons qui fonctionnent en pot-pourri est établie, et le groupe répète pendant trois jours son passage de vingt minutes en se chronométrant.
Le 13 juillet 1985, au stade de Wembley, Queen enchaîne six de ses tubes les plus connus et électrise la foule. Cette session est considérée par la plupart des observateurs comme la plus réussie de la journée, en partie parce que l'ingénieur du son de la formation a permis à celle-ci de jouer plus fort que les autres artistes en augmentant le volume des potentiomètres. Bob Geldof affirme que Queen a compris mieux que quiconque que « l'idée du Live Aid était celle d'un juke-box mondial ». Le groupe est revitalisé par cette prestation, ayant démontré au monde entier qu'il avait non seulement un passé, mais aussi un futur. Les quatre hommes se séparent pendant six semaines pour se reposer ou travailler sur des projets personnels, mais prévoient de nouvelles sessions en commun après l'été.

### Enregistrement
Début septembre 1985, les membres de Queen se retrouvent aux studios Musicland de Munich. Lorsque John Deacon arrive, ses trois collègues ont déjà écrit une nouvelle chanson, One Vision, sur un texte de Roger Taylor dont Brian May et Freddie Mercury se sont ensuite emparés pour y apporter leurs idées. Une partie des sessions d'enregistrement de la chanson est filmée de manière professionnelle, pour l'unique fois de la carrière du groupe, par deux réalisateurs autrichiens dans le cadre d'un documentaire sur le groupe nommé The Magic Years. Peu après, le réalisateur Russell Mulcahy, un fan de Queen de longue date, leur demande de participer à la bande originale du film Highlander. Après avoir visionné les vingt minutes de montage d'extraits du film que le réalisateur a apporté, le quatuor accepte et écrit des chansons dont le texte est inspiré par des scènes du film. Ainsi, Brian May écrit Who Wants to Live Forever après avoir été touché par les scènes où le personnage principal du film, qui est immortel, voit vieillir et mourir sa compagne. John Deacon s'inspire des mêmes scènes pour écrire One Year of Love.
Le projet évolue au cours de l'enregistrement, puisque les membres de Queen décident de ne pas se contenter d'une bande originale mais de composer entièrement un nouvel album. Ils réécrivent et arrangent donc certains titres pour les rendre plus longs et indépendants du film. Les sessions sont régulièrement interrompues par les projets personnels des quatre hommes et, après une pause pour les fêtes de fin d'année, elles reprennent en janvier 1986, entre les studios Musicland, les studios Mountain de Montreux et les studios Townhouse de Londres. Le groupe coproduit l'album avec Reinhold Mack et David Richards, les deux hommes intervenant respectivement sur cinq et quatre chansons. Mack travaille à Munich avec Freddie Mercury et John Deacon, alors que Richards collabore avec Brian May et Roger Taylor à Montreux. Cette situation déplaît à Mack qui se plaint par la suite que « chacun faisait son truc dans son propre studio ». Comme il l'a fait pour Radio Ga Ga dans l'album précédent du groupe, Freddie Mercury repère le potentiel de la chanson A Kind of Magic, écrite par Roger Taylor, et, pendant que le batteur prend une semaine de vacances, y apporte de nombreux changements qui sont approuvés par la suite, la rendant plus légère et accessible au grand public.
|                                                                                                   |  |  |
| Spike Edney et Joan Armatrading font partie des artistes invités pour l'enregistrement de l'album |  |  |

Reinhold Mack est à l'origine de quelques idées comme l'introduction au synthétiseur de One Vision et « le decrescendo à la guitare » de Princes of the Universe. Plusieurs musiciens externes au groupe participent à l'enregistrement de l'album : Spike Edney comme claviériste sur plusieurs titres ; Steve Gregory au saxophone sur One Year of Love ; Joan Armatrading pour les chœurs de Don't Lose Your Head ; et le National Philharmonic Orchestra, conduit par Michael Kamen, pour Who Wants to Live Forever. Les parties orchestrales sont enregistrées aux studios Abbey Road. Comme très souvent lors de l'enregistrement de leurs albums, les membres du groupe s'opposent fortement sur certains points, Brian May affirmant notamment par la suite que Freddie Mercury et John Deacon avaient détesté sa composition Gimme the Prize. Par ailleurs, One Year of Love de John Deacon n'inclut pas de guitare et, en retour, Who Wants to Live Forever de Brian May ne comporte pas de ligne de basse, ce qui est probablement le résultat de frictions entre les deux hommes,.
Parmi les chansons exclues de l'album figure Heaven for Everyone, écrite par Roger Taylor, qui sort par la suite avec de nouveaux arrangements sur l'album Made in Heaven (1995). Love Makin' Love, démo enregistrée initialement par Freddie Mercury pour l'album Mr. Bad Guy, est brièvement considérée pour être incluse dans A Kind of Magic mais la version du groupe demeure inachevée, celle de Mercury étant incorporée dans The Solo Collection (2000). Les sessions se terminent en mars 1986.

## Parution et accueil

### Sortie et promotion
Le premier single de l'album, One Vision, sort le 4 novembre 1985 et atteint la 7e place du classement musical britannique, les détracteurs du groupe accusant celui-ci de profiter du message du Live Aid avec ce morceau au texte utopiste. La chanson A Kind of Magic devance aussi l'album puisqu'elle paraît le 17 mars 1986, le même mois que le film Highlander, se classant 3e au Royaume-Uni et intégrant le top 10 de plusieurs pays européens. Un clip utilisant des techniques d'animation et comptant parmi les plus inventifs du groupe accompagne ce single. Aux États-Unis, où ces singles ne bénéficient d'aucune promotion particulière, ils ne dépassent respectivement pas les 61e et 42e places.
L'album sort le 2 juin en Europe et le lendemain en Amérique du Nord. Il entre immédiatement à la première place du hit-parade au Royaume-Uni, un sommet qu'un album de Queen n'avait pas atteint depuis The Game (1980). Aux États-Unis, l'album est un nouvel échec, ne dépassant pas la 46e place. Il se classe par ailleurs premier en Irlande, deuxième aux Pays-Bas, troisième en Autriche et quatrième en Allemagne de l'Ouest et en Suisse.
Cinq autres singles sont publiés mais aucun ne paraît dans le monde entier. Ainsi, Princes of the Universe sort le 7 avril en Amérique du Nord, en Australie et au Japon ; One Year of Love le 4 juin en France et en Espagne ; Friends Will Be Friends le 9 juin dans toute l'Europe ; Pain Is So Close to Pleasure le 26 août en Amérique du Nord, en Australie, en Allemagne de l'Ouest et aux Pays-Bas ; et Who Wants to Live Forever le 15 septembre en Europe. Aucun de ces singles ne connaît un grand succès, Friends Will Be Friends atteignant le 14e rang au Royaume-Uni et Who Wants to Live Forever ne dépassant pas la 24e place dans ce même pays.
L'album est certifié double disque de platine au Royaume-Uni, soit plus de 600 000 exemplaires vendus, quatre mois après sa sortie. En Allemagne, il est certifié triple disque d'or (750 000 exemplaires vendus) depuis 2008. Malgré son échec au hit-parade américain, il est certifié disque d'or aux États-Unis (500 000 exemplaires vendus) depuis 2002. Il est par ailleurs certifié disque d'or en France en 1986, disque de platine en Espagne en 1987, et double disque de platine en Suisse en 1991, ce qui équivaut à plus de 100 000 exemplaires vendus dans les trois cas.

### Accueil critique
À l'époque de la sortie de l'album, Paul Henderson, de Kerrang!, se demande « dans quelle part l'album résulte des contraintes musicales imposées par son format de bande originale de film » et conclut que « seul un groupe de l'envergure de Queen peut sortir un album composé de chansons aussi diverses sans décevoir une partie considérable de ses fans ». Mark Coleman, de Rolling Stone, affirme que l'album « ressemble à du hard rock creux à l'intérieur » et « manque totalement d'imagination », concluant que le quatuor devrait revenir à « un rock plus pompier ». Le magazine Record Mirror se lamente du manque de vision et d'émotion de l'album. Pour The Times, la production et la direction musicale sont soignés mais l'album est « monotone et prévisible », le magazine critiquant en particulier les chansons au son le plus hard rock, et affirmant que si « on en a pour son argent, il ne faut pas s'attendre à du neuf ». Le magazine People estime qu'il « n'y a guère d'expression personnelle, et encore moins intime, dans cet album » et que le groupe est « arrogant ».
Par la suite, Christophe Caprin, de Hard Rock Magazine, estime que c'est le « troisième album de Queen totalement indispensable », avec A Night at the Opera et News of the World, et qu'en raison de son style et de sa modernité, c'est « un excellent disque pour découvrir Queen » avec des « morceaux à savourer sans modération » comme One Vision, A Kind of Magic, Gimme the Prize et Who Wants to Live Forever. Malcolm Dome, de Classic Rock, affirme que le style de l'album « couvre tout l'éventail du rock » et que le groupe « réussit toujours à être grandiose à sa manière inimitable », des chansons comme A Kind of Magic, One Vision et Who Wants to Live Forever étant « rapidement devenues emblématiques » tandis que Friends Will Be Friends et Princes of the Universe « ne sont guère en reste ». Pour Sputnikmusic, l'album est « assez inconsistant par endroits », A Kind of Magic et Don't Lose Your Head « arrivant presque à le saborder », mais est souvent « original et inspiré dans l'écriture et les arrangements », les trois chansons de style hard rock et la ballade Who Wants to Live Forever se révélant « sensationnelles ». Greg Prato, du site AllMusic, considère que l'album « n'est sans doute pas aussi cohérent que certains de leurs autres opus » mais qu'il est néanmoins « leur meilleure œuvre depuis longtemps ».

### Classements et certifications
| Pays                                    | Meilleure position |
| --------------------------------------- | ------------------ |
| Allemagne de l'Ouest (Media Control AG) | 4                  |
| Australie (Kent Music Report)           | 12                 |
| Autriche (Ö3 Austria Top 40)            | 3                  |
| Canada (RPM Top Albums)                 | 50                 |
| États-Unis (Billboard 200)              | 46                 |
| Irlande (Irish Albums Chart)            | 1                  |
| Italie (FIMI)                           | 13                 |
| Japon (Oricon)                          | 25                 |
| Norvège (VG-lista)                      | 5                  |
| Nouvelle-Zélande (RIANZ)                | 9                  |
| Pays-Bas (Mega Album Top 100)           | 2                  |
| Royaume-Uni (UK Albums Chart)           | 1                  |
| Suède (Sverigetopplistan)               | 9                  |
| Suisse (Schweizer Hitparade)            | 4                  |

| Pays                 | Ventes    | Certifications |
| -------------------- | --------- | -------------- |
| Allemagne (BVMI)     | 750 000 + | 3 × Or         |
| Autriche (IFPI)      | 50 000 +  | Platine        |
| Espagne (Promusicae) | 100 000 + | Platine        |
| États-Unis (RIAA)    | 500 000 + | Or             |
| France (SNEP)        | 100 000 + | Or             |
| Pologne (ZPAV)       | 60 000 +  | 3 × Platine    |
| Royaume-Uni (BPI)    | 600 000 + | 2 × Platine    |
| Suisse (IFPI)        | 100 000 + | 2 × Platine    |

### Tournée
La tournée, la dernière de Queen avec Freddie Mercury comme chanteur, se compose de 26 concerts, tous joués en Europe, et commence le 7 juin 1986 au stade Råsunda de Stockholm avant deux spectacles donnés à Leyde. La scène construite pour l'occasion est la plus imposante jamais créée pour le groupe, Roger Taylor affirmant pour l'occasion qu'à côté de cette tournée, « Ben Hur ressemblera au Muppet Show ». Le groupe revisite son répertoire, intégrant à sa setlist seulement quatre chansons de son dernier album (One Vision en ouverture des concerts, A Kind of Magic, Who Wants to Live Forever et Friends Will Be Friends) et excluant nombre de ses chansons les plus anciennes dont, de façon notable, Somebody to Love.

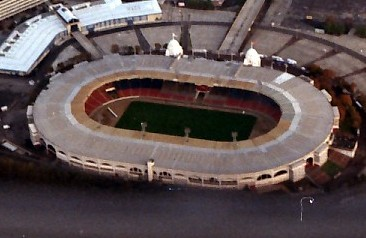
L'ancien stade de Wembley, dans lequel Queen a joué deux concerts en juillet 1986 mais aussi dans le cadre du Live Aid l'année précédente.

À partir du quatrième concert de la tournée, le 14 juin à l'hippodrome de Vincennes, Freddie Mercury porte lors des rappels l'un de ses costumes de scène les plus emblématiques : « une cape rouge foncé bordée de fausse hermine et une couronne sertie de pierres ». La tournée passe ensuite par la Belgique, les Pays-Bas, l'Allemagne de l'Ouest, la Suisse et l'Irlande. Lors du seul concert dans ce dernier pays, donné à Slane Castle le 5 juillet, une bagarre dans le public provoque l'interruption du spectacle, puis Brian May est atteint par le jet d'une canette de bière, le guitariste refusant presque de revenir pour le rappel en raison de cet incident. Une série de quatre concerts se déroule ensuite au Royaume-Uni, dont deux au stade de Wembley les 11 et 12 juillet. Les concerts à Wembley sont joués devant plus de 70 000 spectateurs à chaque fois mais le premier est perturbé par une pluie torrentielle.
Après deux spectacles donnés à Vienne, le groupe joue le 27 juillet au Népstadion de Budapest le premier grand concert de rock en stade dans le bloc de l'Est. Plus de 80 000 spectateurs y assistent, et le groupe interprète pour l'occasion Tavaszi szél vizet áraszt, une chanson traditionnelle hongroise dont Freddie Mercury écrit les paroles en phonétique sur sa main. La formation se produit ensuite à l'amphithéâtre de Fréjus le 30 juillet, puis en Espagne à trois reprises. C'est à l'occasion d'une interview pour la télévision espagnole que Freddie Mercury confesse son admiration pour la cantatrice Montserrat Caballé, avec qui il enregistre par la suite un album. Le dernier concert de la tournée, ajouté au dernier moment en raison de la forte demande de billets au Royaume-Uni, est donné le 9 août à Knebworth devant plus de 120 000 spectateurs. Cet ultime spectacle de Queen avec Freddie Mercury est endeuillé par la mort d'un spectateur de 21 ans, poignardé lors d'une bagarre. 
Les recettes de la tournée s'élèvent à plus de onze millions de livres sterling mais, malgré cet immense succès recueilli en Europe, Queen refuse la proposition qui lui est faite de donner des concerts aux États-Unis. Une série de concerts au Japon et en Australie est aussi envisagée pour le début de l'année 1987 avant d'être abandonnée. Il est probable que Freddie Mercury manquait de l'énergie nécessaire pour de longues et lointaines tournées et se doutait qu'il était malade bien qu'il n'ait pas encore fait un test de dépistage du sida. Les concerts donnés à Wembley, au Népstadion et à Knebworth sont utilisés pour la conception de Live Magic, album live publié en décembre 1986, alors que le concert à Wembley du 12 juillet sert de support à l'album Live at Wembley '86 (1992), qui se décline également sous forme de cassette VHS (1990) et de DVD (2003), ce dernier étant le seul à proposer l'intégralité du concert.

## Caractéristiques artistiques

### Thèmes et composition
Sur les neuf chansons que compte l'album, six font partie de la bande originale du film Highlander (1986). One Vision intègre pour sa part la bande originale du film Aigle de fer (1986), seuls Pain Is So Close to Pleasure et Friends Will Be Friends apparaissant uniquement sur l'album, ce qui fait de celui-ci un objet hybride, avec des textes parfois difficiles à appréhender en dehors du contexte de Highlander. Par ailleurs, tous les morceaux uniquement instrumentaux de ce film sont composés par Michael Kamen à l'exception de Battle Scene, qui est l'œuvre de Brian May, et des versions instrumentales de certaines chansons de l'album. Un extrait d'une reprise de New York, New York (1977) par Queen peut aussi être entendue lors d'une scène de Highlander mais, malgré une rumeur persistante affirmant le contraire, aucune version complète de cette chanson n'a été enregistrée par le groupe. L'idée de sortir une véritable bande originale du film, entremêlant des versions différentes des chansons de l'album et des morceaux instrumentaux de Michael Kamen, est longtemps caressée par le groupe et les producteurs du film sans jamais aboutir.
Roger Taylor affirme que les paroles de la chanson One Vision lui ont été inspirées par le discours surnommé I have a dream de Martin Luther King. C'est « un appel universel à la paix, l'amour et l'unité entre les peuples », et certaines paroles prêtant à la controverse, comme « One God damned religion » (« une seule foutue religion »), sont modifiées pour la version définitive. Cette chanson de genre arena rock commence avec le synthétiseur de manière calme et expérimentale avant de prendre progressivement de l'ampleur avec l'entrée de la voix et de la guitare. Dépourvue de refrain et de couplet bien définis, elle est structurée autour d'un texte facile à retenir, avec un ostinato sur le mot one, et de phrases musicales assez brèves.
Toujours écrit par Roger Taylor, A Kind of Magic mêle « rock synthétique et pop flamboyante ». Morceau aux sonorités assez douces, il reprend plusieurs ingrédients qui ont fait le succès du groupe : « une ligne vocale dominante, ayant des réponses du chœur et de la guitare, une ligne de basse très présente et une batterie permettant la stabilité de l'ensemble ». Écrite spécifiquement pour Highlander, cette chanson sur les merveilles de l'existence comporte des paroles qui s'y réfèrent directement. Le vers « It's a kind of magic » occupe une place essentielle, constituant l'introduction a cappella accompagné de claquements de doigts puis étant régulièrement repris par les chœurs en interruption du chant principal.
One Year of Love est une ballade romantique qui se démarque des précédentes compositions du groupe dans ce registre par la présence du saxophone, qui tient la place prise habituellement par la guitare et assure les transitions instrumentales, le timbre de voix assez guttural de Freddie Mercury et l'entrée d'instruments à cordes à la fin du morceau. Sa structure est assez complexe avec une mélodie cyclique mais en constante évolution et une absence de refrain. Dans le film, une version au piano très différente accompagne le moment où le personnage principal est sur le point de tomber à nouveau amoureux alors qu'il s'était juré de ne plus l'être.
Pain Is So Close to Pleasure est un morceau de musique soul qui est un « pastiche des Supremes ». Son registre musical évoque les chansons composées par le groupe au début des années 1980 avec une guitare très peu présente qui n'intervient qu'en fin de morceau, une ligne de basse « très ornementale » et la présence remarquée du synthétiseur. Freddie Mercury chante en fausset dans une imitation de Diana Ross.
Friends Will Be Friends, deuxième collaboration de l'album entre Freddie Mercury et John Deacon avec la piste précédente, est une célébration de l'amitié dont le style évoque certains hymnes du groupe comme We Are the Champions et Play the Game. « Mélange harmonieux entre une mélodie simple mais travaillée et un rythme entraînant », elle est bâtie sur des couplets calmes qui conduisent à un refrain plus explosif avec une guitare saturée et un solo dans le genre que Brian May affectionne avec beaucoup d'effets de bend et de vibrato.
Who Wants to Live Forever rappelle le lien étroit que Queen entretient avec la musique classique. Elle est composée en collaboration avec Michael Kamen, qui dirige l'orchestre symphonique, alors que Brian May et Freddie Mercury s'y partagent le chant principal, « formant un véritable duo plutôt qu'une opposition », le guitariste utilisant sa voix de tête et le chanteur sa voix de poitrine. La mélodie construit minutieusement une « croissance dramatique », avec la présence de nombreuses dissonances qui donne un aspect sombre à l'harmonie, jusqu'à un paroxysme atteint dans le dernier refrain avant un final plus doux où l'orchestre se mêle aux instruments traditionnels du groupe. La version du film accompagne les scènes où la première femme du personnage principal vieillit et meurt à ses côtés alors qu'il demeure inchangé.

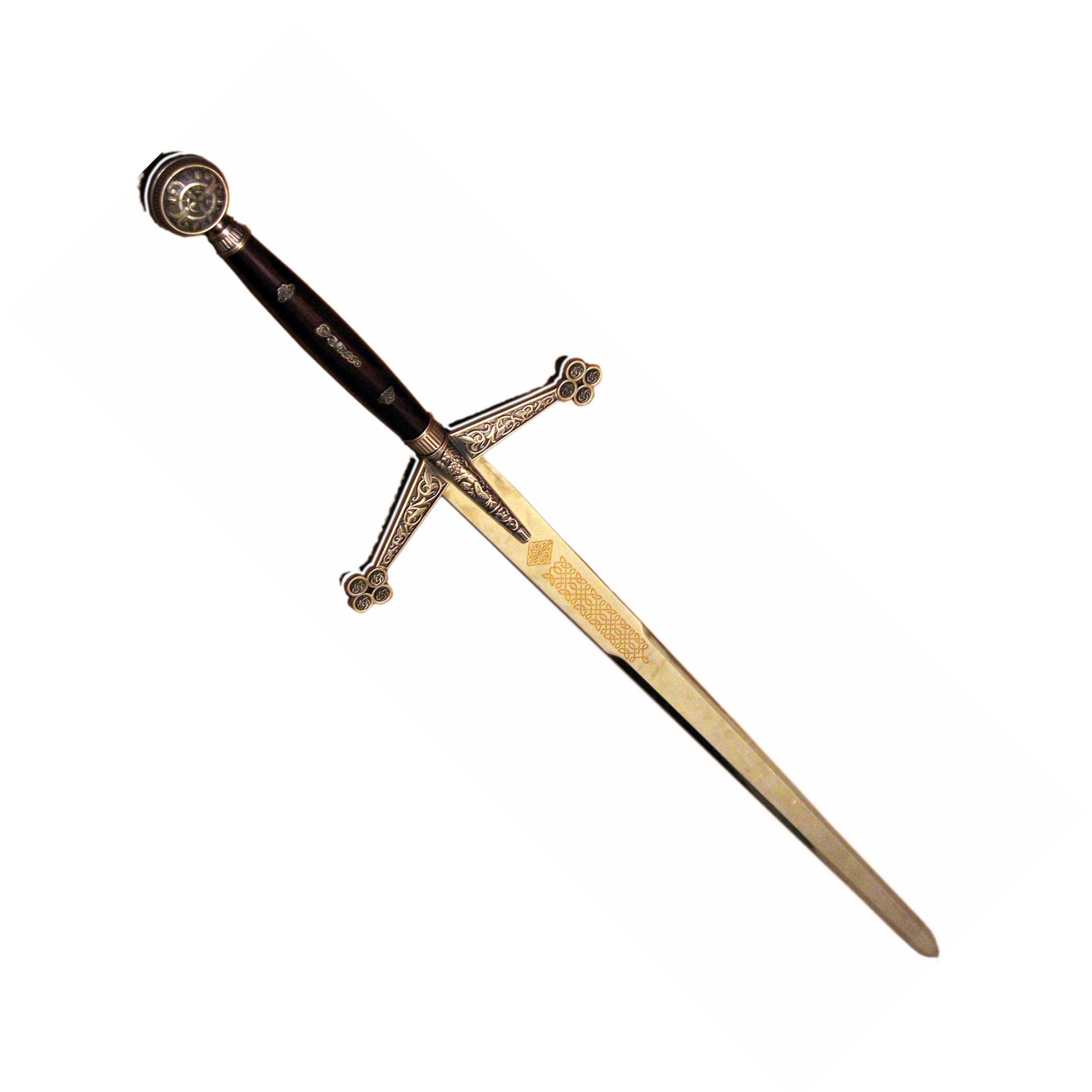
Réplique de la claymore que porte le Kurgan dans le film Highlander.

Brian May compose Gimme the Prize pour accompagner le Kurgan, le méchant de Highlander, et comporte « un énorme solo de guitare ». C'est la chanson de l'album qui est la plus proche du registre heavy metal avec sa guitare rapide aux sonorités saturées, son chant guttural et sa section rythmique très présente. Brian May semble évacuer ses frustrations avec ce morceau dont la structure évoque celle de Brighton Rock. Le lien avec Highlander est ici particulièrement étroit, des extraits de dialogue du film y étant inclus ainsi qu'une mélodie écossaise qui imite le son de la cornemuse lors du solo de guitare.
Les paroles de Don't Lose Your Head peuvent être interprétées comme un avertissement « contre les dangers de la conduite en état d'ivresse » ou un appel à garder son sang-froid lors de tensions au sein d'un couple même si son titre fait référence à la décapitation, seule façon de tuer un immortel dans Highlander. Composition de Roger Taylor dans un style synthpop très moderne, elle se distingue par la place réservée à la basse, au synthétiseur et à la batterie, la répétition presque robotique de la phrase qui donne son titre au morceau, ainsi que les chœurs évoquant ceux de groupes new wave.
Princes of the Universe est le titre au son le plus hard rock que Freddie Mercury ait écrit depuis des années. Le chanteur cherche ici à véhiculer « un sentiment de puissance invulnérable » au détriment du côté émotionnel car la chanson, promue au rang de thème principal du film, et plus tard de la série télévisée qui en est inspirée, est dans celui-ci une célébration de la race des immortels. L'introduction avec les chœurs rappelle des titres du groupe des années 1970, alors que la guitare se fait parfois soliste et parfois rythmique. Le chant principal alterne entre des « lignes vocales courtes » dans le couplet et « un refrain plus mélodique avec une ligne vocale plus étendue ».
Trois morceaux supplémentaires figurent sur l'édition CD de l'album. A Kind of 'A Kind of Magic' est une version principalement instrumentale de A Kind of Magic dont le principal intérêt est un solo de guitare différent de l'original ; Friends Will Be Friends Will Be Friends… est un remix d'une version longue de Friends Will Be Friends ; et Forever est une version instrumentale au piano de Who Wants to Live Forever jouée par Brian May.

### Titre et pochette
Le titre de l'album est partagé avec celui du deuxième single qui en est tiré, ce qui est une première pour le groupe. Son origine vient d'une réplique d'une scène du film, « It's a kind of magic » (« C'est un tour de magie » dans la version française).
La pochette est un dessin où les quatre membres de Queen apparaissent sous une forme caricaturale tout en étant aisément identifiables. Sur un fond étoilé, les couleurs chaudes — jaune et orange — des vêtements qu'ils portent contrastent avec leurs visages bleus. Ce visuel est novateur pour le groupe par sa palette de couleurs contrastées et son côté humoristique avec le détournement de l'image du quatuor à travers leurs caricatures. Le clip du single A Kind of Magic reprend par ailleurs le même design.

## Fiche technique
Toutes les informations de cette section sont tirées du livret de l'album et du livre Queen: Complete Works.

### Titres
| 1. | One Vision                   | Queen                         | 5:10 |
| 2. | A Kind of Magic              | Roger Taylor                  | 4:24 |
| 3. | One Year of Love             | John Deacon                   | 4:28 |
| 4. | Pain Is So Close to Pleasure | Freddie Mercury / John Deacon | 4:23 |
| 5. | Friends Will Be Friends      | Freddie Mercury / John Deacon | 4:04 |

| 6. | Who Wants to Live Forever        | Brian May       | 5:16 |
| 7. | Gimme the Prize (Kurgan's Theme) | Brian May       | 4:34 |
| 8. | Don't Lose Your Head             | Roger Taylor    | 4:38 |
| 9. | Princes of the Universe          | Freddie Mercury | 3:37 |

| 10. | A Kind of 'A Kind of Magic'              | Roger Taylor                  | 3:37 |
| 11. | Friends Will Be Friends Will Be Friends… | Freddie Mercury / John Deacon | 5:58 |
| 12. | Forever                                  | Brian May                     | 3:20 |

| 10. | Forever                       | 3:20 |
| 11. | One Vision (extended version) | 6:23 |

| 10. | A Kind of Magic (Highlander version)               | 4:22 |
| 11. | One Vision (single version)                        | 4:00 |
| 12. | Pain Is So Close to Pleasure (single remix)        | 3:57 |
| 13. | Forever (piano version)                            | 3:20 |
| 14. | A Kind of Vision (demo, August 1985)               | 3:23 |
| 15. | One Vision (live at Wembley Stadium, 11 July 1986) | 5:12 |
| 16. | Friends Will Be Friends Will Be Friends            | 5:59 |

### Crédits
| Queen - Freddie Mercury : chant, piano, claviers (sur A Kind of Magic, Friends Will Be Friends et Princes of the Universe) - John Deacon : basse, claviers (sur One Year of Love et Pain Is So Close to Pleasure), guitare rythmique (sur Pain Is So Close to Pleasure et Don't Lose Your Head) - Roger Taylor : batterie, chœurs, batterie électronique (sur One Vision), claviers (sur A Kind of Magic et Don't Lose Your Head) - Brian May : guitare solo, chœurs, claviers, chant (sur One Vision et Who Wants to Live Forever) Musiciens additionnels - Spike Edney : claviers - Joan Armatrading : chœurs (sur Don't Lose Your Head) - Steve Gregory : saxophone (sur One Year of Love) - Lynton Naiff : arrangements des cordes (sur One Year of Love) - National Philharmonic Orchestra : cordes (sur Who Wants to Live Forever) - Michael Kamen : chef d'orchestre et arrangements (sur Who Wants to Live Forever) | - Queen : producteurs - Mack : producteur et ingénieur du son (sur One Vision, One Year of Love, Pain Is So Close to Pleasure, Friends Will Be Friends et Princes of the Universe) - David Richards : producteur et ingénieur du son (sur A Kind of Magic, Who Wants to Live Forever, Gimme the Prize et Don't Lose Your Head) - Paul « Croydon » Cook : assistant ingénieur du son - Kevin Metcalfe : mastering - Roger Chiasson : dessin pochette - Richard Gray : design pochette - Peter Hince : photographie |